# بولشوی کوگاناک
بولشوی کوگاناک (انگلیسی: Bolshoy Kuganak) یک شهرک در شهرستان استرلیتاماکسکی استان باشقیرستان کشور روسیه است.